# Šetnja u oblacima (1995.)
Šetnja u oblacima je američko-meksička romantična drama iz 1995. koju je režirao Alfonso Arau, a u kojoj glume Keanu Reeves, Aitana Sánchez-Gijón, Giancarlo Giannini i Anthony Quinn. Scenarij su napisali Robert Mark Kamen, Mark Miller i Harvey Weitzman, te je film nova verzija filma iz 1942.g. Four Steps in the Clouds Piera Tellinija, Cesarea Zavattinija i Vittoria de Benedettija. 

## Vanjske poveznice
- Šetnja u oblacima na Rotten Tomatoes
- Šetnja u oblacima na All Movie